# Sioux City Symphony Orchestra
La Sioux City Symphony Orchestra è un'orchestra americana con sede a Sioux City, Iowa. La sua sede è il Teatro Orpheum.

## Storia

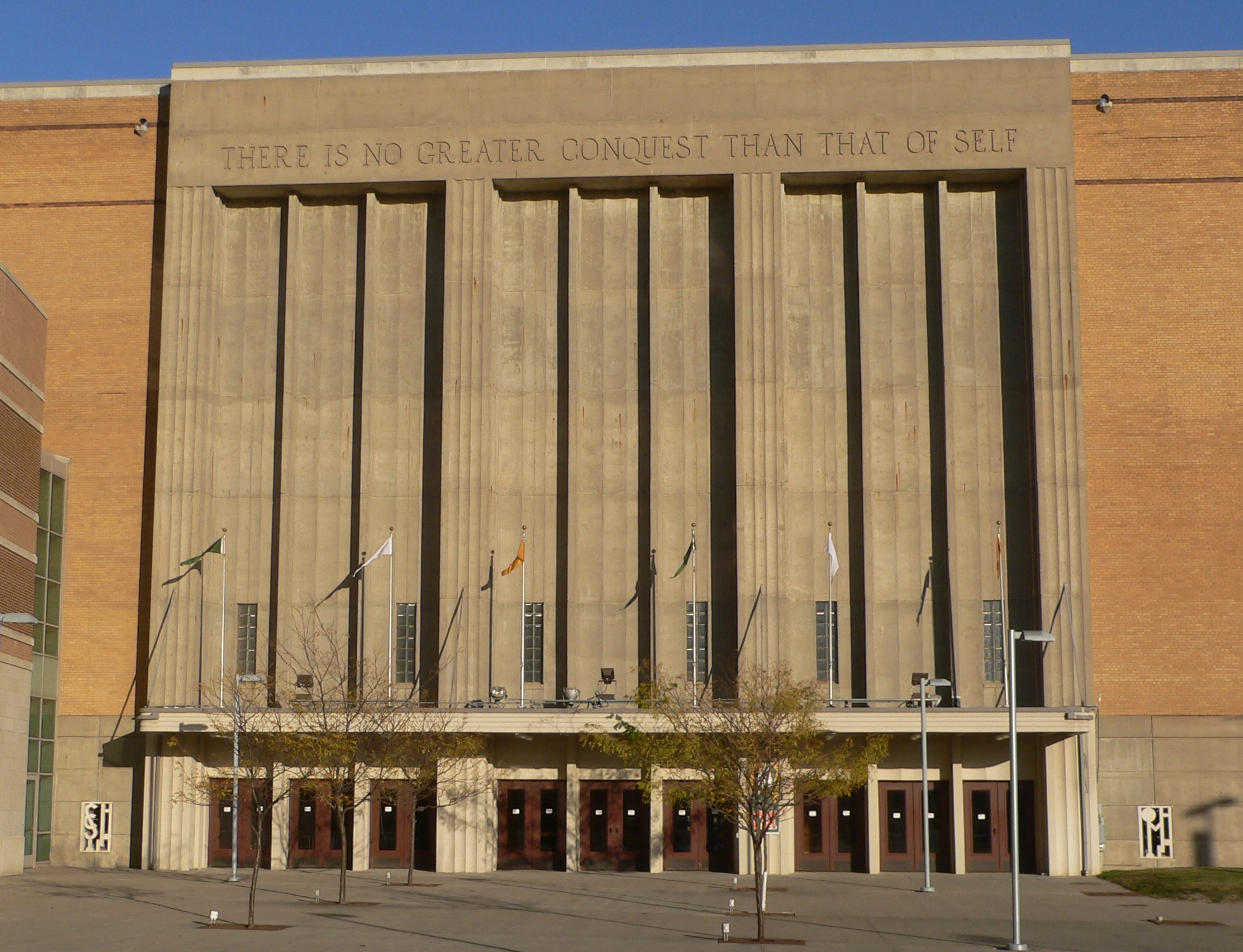
Auditorium Municipale di Sioux City

La Sioux City Symphony Orchestra e la Sioux City Municipal Band furono formate nei primi anni '30 sotto la guida e la direzione di Leo Kucinski. Sotto la direzione di Kucinski l'orchestra si trasformò progressivamente in un'orchestra civica di classe B molto rispettata e retribuita come un'orchestra professionale, con una stagione regolare di spettacoli. L'orchestra si esibì originariamente nell'auditorium municipale di Sioux, ma nel 2001 si trasferì nello storico di teatro Orpheum restaurato.
La Banda Municipale, con una stretta parentela con l'orchestra, è anch'essa un gruppo di professionisti a pagamento che fa risalire le sue origini alla Monahan Post 64 Band dell'American Legion, negli anni '20. La Monahan Post Band divenne famosa nel mondo quando venne selezionata come la band "ufficiale" dell'American Legion a metà degli anni '20. Dalla sua fondazione fino agli inizi degli anni '30, The Monahan Post Band realizzò diverse tournée che includevano concerti a New York, New Orleans e Parigi. La sede della Banda Municipale è il guscio della banda cittadina in Grandview Park.
La capacità della Sioux City di produrre musicisti di grande talento per tutti gli stili di musica può essere attribuita al forte e duraturo impegno dei suoi cittadini ed agli investimenti finanziari nell'educazione musicale all'interno dei sistemi scolastici pubblici e privati. Negli anni '30 Kucinski lavorò a stretto contatto con il soprintendente delle scuole M.G. Clark per creare le basi per il suo programma musicale scolastico pubblico. Inoltre il Morningside College fu a lungo sede di un reparto musicale vitale ed energico, che servì a contribuire al gruppo di musicisti ed educatori musicali di Sioux City. Sioux City ha un'Orchestra i cui membri sono studenti di livello elementare che partecipano a un'audizione e la Siouxland Youth Symphony, i cui suonatori sono selezionati da audizioni competitive delle scuole medie e superiori della zona.
Dopo Kucinski tra gli altri direttori musicali dell'orchestra ci sono stati Thomas Lewis, Stephen Rogers Radcliffe e Xian Zhang. Xian Zhang aveva all'inizio un contratto con l'orchestra per 3 anni ma si dimise dopo 2 anni a causa delle sue richieste di programma. Nel marzo 2009 l'orchestra annunciò la nomina di Ryan Haskins come successivo direttore musicale, a partire dal 1º luglio 2009.

## Direttori musicali
- Leo Kucinski (1925-1977)
- Thomas Lewis (1977- )
- Stephen Rogers Radcliffe (1995-2004)
- Xian Zhang (2005-2007)
- JungHo Kim (2008)
- Ryan Haskins (2009-in carica)